# Zwischenwasser
Zwischenwasser est une commune autrichienne du district de Feldkirch dans le Vorarlberg.

## Jumelage
Maubec (Isère) (France), depuis 1998